# Délégations financières
 (juillet 2012).
Si vous disposez d'ouvrages ou d'articles de référence ou si vous connaissez des sites web de qualité traitant du thème abordé ici, merci de compléter l'article en donnant les références utiles à sa vérifiabilité et en les liant à la section « Notes et références ».
Les délégations financières étaient une sorte d'assemblée territoriale locale mise en place lors de la présence française en Algérie entre 1898 et 1945. Sans pouvoir législatif, les délégations financières sont chargées de voter le budget de l'Algérie. Elles regroupent des Français d'Algérie et des Algériens supposés représenter leurs intérêts particuliers.

## Historique
Dès son arrivée en Algérie en qualité de  gouverneur général, Édouard Laferrière, ainsi que le Président de la République Félix Faure instituent, par le décret du 23 août 1898, les délégations financières, qui constituent une sorte parlement local sans pouvoir législatif, chargées de discuter et de voter le budget de l'Algérie. Le caractère du budget de l'Algérie durant la période coloniale française est celui d'une collectivité locale décentralisée. L'Algérie est alors une entité administrative beaucoup plus vaste qu'une collectivité locale ordinaire, commune ou département, de telle sorte que peu à peu son budget prend une dimension à caractère véritablement étatique.
À l'instar des colonies françaises, dont le régime financier est établi par la loi du 13 avril 1901, le projet de budget de l'Algérie est établi par le gouverneur général sous le contrôle des ministres de l'Intérieur et des Finances. En vertu de la loi du 19 décembre 1900 donnant à l'Algérie l'autonomie financière, le budget doit être voté par les délégations financières et le Conseil supérieur de gouvernement. Cette même loi prévoit dans son article 2 que l'organisation et les attributions des délégations financières sont provisoirement régies par le décret du 23 août 1898 ; ce provisoire dure presque 50 ans, avant la mise en place  de l'Assemblée algérienne en 1948.
Fort critiquées à compter de 1937 par le Congrès musulman algérien tout comme par les socialistes et les communistes qui en demandent la suppression, les délégations financières et le  Conseil supérieur de Gouvernement sont remplacés par l'Assemblée Financière de l'Algérie en 1945 qui est elle-même supprimée et remplacée par l'Assemblée Algérienne en 1948.

## Fonctionnement
Les électeurs étaient répartis en deux groupes  constituant les deux communautés locales: les Français d'Algérie et les Algériens. Les premiers formaient deux sections: les colons et les non colons qui devaient élire 48 délégués, soit 24 par section, à raison de 8 par département.
- Était considéré colon tout concessionnaire ou propriétaire de biens ruraux ainsi que tout chef d'exploitation ou fermier desdits biens, c'est-à-dire les personnes détenant ou exploitant des terres à titre de propriétaire, de fermier ou de chef d'exploitation.

- Était considéré non-colon toute personne représentant les intérêts non agricoles, c'est-à-dire les personnes inscrites au rôle de la taxe foncière pour un immeuble urbain.

Les Algériens étaient représentés par 21 membres (15 sont élus et 6 sont désignés par le Gouverneur général) répartis en deux sections: la section arabe composée de 15 membres et la section kabyle de 6 membres. Ils seront tous élus plus tard avec le décret du 22 octobre 1937, puis leur nombre sera porté à 24 en 1937 (dont 7 kabyles) La population algérienne autochtone est sous représentée : 21 membres en 1898 puis 24 en 1937 représentent 90 000 électeurs pour une population de 3,6 millions en 1901 et 8 millions en 1945. Les délégués kabyles représentaient 600 000 personnes et les délégués arabes 3 millions en 1901.
Pour ce qui est des Français d'Algérie, sur les 48 élus, 24 délégués colons représentaient 19 000 électeurs et les délégués non colons 74 000 électeurs pour une population de 630 000 habitants en 1901 et 800 000 en 1945.
Les délégués sont élus pour six ans et renouvelables par moitié tous les trois ans

## Les premières élections aux délégations financières
Par arrêté du 12 novembre 1898, le Gouverneur général Edouard Laferrière, fixa les élections aux Délégations Financières au 4 décembre 1898 pour le premier tour et au 11 décembre 1898 pour le second tour.
Les élections se déroulèrent en pleine en pleine affaire Dreyfus, une crise antijuive [c'est le terme usité à l'époque] larvée couvant depuis la naturalisation collective des juifs d'Algérie en octobre 1870. Des ligues et des journaux antijuifs se développèrent dès 1896 sous l'action du propagandiste Edouard Drumont (1844-1917). À Alger, un étudiant de 25 ans, exclu de l'université, Maximiliano Milano dit Max Régis, créa un journal  L'Antijuif et devient le chef du mouvement. 
Peu avant les élections aux Délégations financières, se déroulèrent les législatives des 8 et 22 mai 1898 Max Régis sollicita Édouard Drumont à venir se présenter comme député à Alger. Ce dernier arriva à Alger le 3 avril 1898, fit campagne, quatre des six sièges d'Algérie furent emportés par des antijuifs : Edouard Drumont et Chales Marchal (1849-1914) sont élus à Alger, Emile Morinaud (1865-1952) à Constantine et Firmin Faure (1864-1956) à Oran.
Dans le département d'Alger la participation électorale ne dépassa 50 % que dans quatre sur huit circonscriptions des colons et dans une seule des huit circonscriptions des non colons. Les élections furent très peu disputées, 41 des 48 sièges furent pourvus dès le premier tour.
Les sept sièges en ballottage intéressèrent moins encore les électeurs lors du second tour. Ainsi dans la 2e circonscription des non colons d'Alger, il y eut près de 200 votants de moins qu'au premier tour. Dans la 5e circonscription des non colons d'Oran, Martin Jalras l'emporte de justesse sur le candidat « antijuif », mais il n' y a que 1 339 votants sur les 3 197 inscrits. Marcel Christofle est élu au second tour délégué non colon de Constantine dans l'indifférence générale 1 000 électeurs exactement se sont déplacés sur les 2 877 inscrits.
La première session s'est ouverte le 15 décembre 1898 dans le Grand Salon du Palais d'Hiver (anciennement Dar Hassan Pacha, Alger).